# Seweryn Kohut
Seweryn Kohut (* 22. April 1976 in Brenna) ist ein ehemaliger polnischer Radrennfahrer.
Sewery Kohut gewann im Jahr 2000 zunächst eine Etappe bei der Slowenien-Rundfahrt und später ein Teilstück sowie die Gesamtwertung der Bulgarien-Rundfahrt. Daraufhin ging er zu dem Radsportteam Amore & Vita-Beretta. Hier konnte er wiederum einen Etappensieg bei der Slowenien-Rundfahrt feiern. Nach einem Jahr wechselte er zu De Nardi-Pasta Montegrappa und nach einem weiteren Jahr zu CCC Polsat. Ab 2005 fuhr Seweryn Kohut zusammen mit seinem jüngeren Bruder Sławomir Kohut bei dem Professional Continental Team Miche. 2008 beendete er seine Radsport-Laufbahn, nachdem ihm in den Jahren zuvor kein größerer Erfolg mehr gelungen war.

## Erfolge
2000
- eine Etappe Slowenien-Rundfahrt
- Bulgarien-Rundfahrt, Gesamtwertung und eine Etappe

2001
- eine Etappe Slowenien-Rundfahrt

## Teams
- 2000 Amore & Vita-Beretta (bis 15. August)
- 2001 Amore & Vita-Beretta
- 2002 De Nardi-Pasta Montegrappa
- 2003 CCC Polsat
- 2004 HOOP CCC-Polsat
- 2005 Miche
- 2006 Miche
- 2007–2008 Amore & Vita-McDonald’s